# Mobile (Alabama)

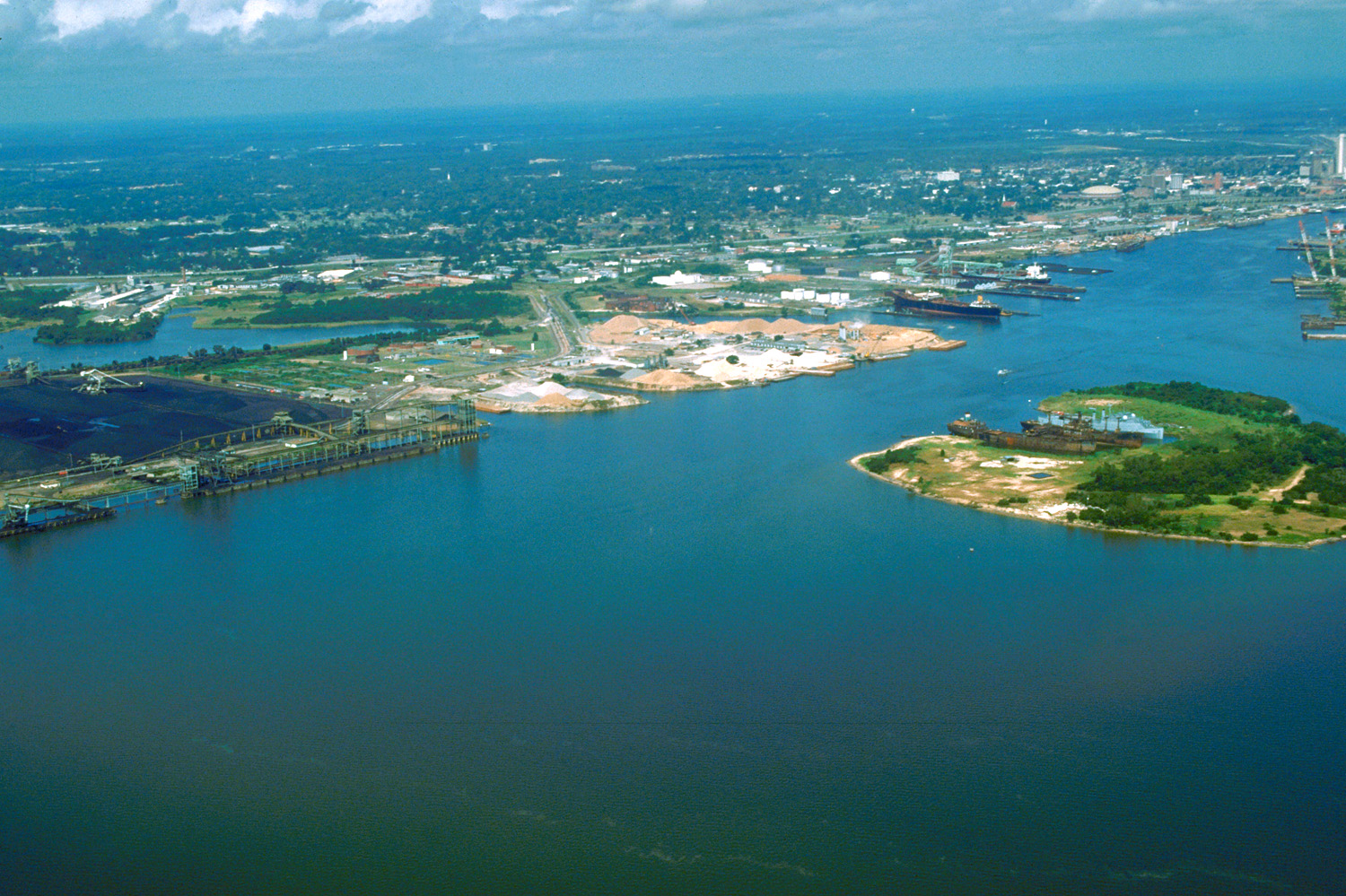
De haven van Mobile

Mobile is een stad in de Amerikaanse staat Alabama en telt 198.915 inwoners. Het is hiermee de 91e stad in de Verenigde Staten (2000). De oppervlakte bedraagt 305,2 km², waarmee het de 49e stad is.

## Geschiedenis
Mobile werd in 1702 gesticht door de Fransen als Fort Louis de la Mobile. Al direct in 1703 vierden die er Mardi Gras (Vastenavond), dat daarmee in Amerika werd geïntroduceerd en nog altijd plaatsvindt in New Orleans.
In 1763 werd de stad conform de Vrede van Parijs overgedragen aan het Verenigd Koninkrijk dat het bezat tot aan de Slag bij Fort Charlotte in 1780, waarbij de Britten werden verdreven. Tussen 1780 en 1830 hadden de Spanjaarden de stad in handen; sindsdien is Mobile Amerikaans.
In 1860 liet een zakenman uit Mobile illegaal een lading slaven halen uit het huidige Benin met het schip Clotilda. Deze mensen kregen in 1865 de vrijheid, maar hun verzoek te worden teruggebracht naar Afrika werd niet ingewilligd. Ze gingen in gemeenschap leven in Magazine Point, toen nog ten noorden van Mobile, en hielden hun taal en traditie in ere. De plaats is sinds 2012 opgenomen in het National Register of Historic Places

### Treinramp
Op vrijdag 22 september 1993 vond in deze stad een van de grootste treinrampen uit de geschiedenis van de Verenigde Staten plaats. Een ongediplomeerde loods op een duwboot nam een verkeerde afslag op de rivier de Mobile en botste tegen de brug. Normaal gesproken zouden de seinen op rood moeten springen, in dit geval was echter alleen de rails verbogen en de verbinding niet verbroken. De gehele trein, de Sunset Limited, ontspoorde en belandde in het water. Hierbij vonden 47 mensen de dood en raakten 103 mensen gewond.

## Demografie
Van de bevolking is 13,7% ouder dan 65 jaar en bestaat voor 30,2% uit eenpersoonshuishoudens. De werkloosheid bedraagt 5,9% (cijfers volkstelling 2000).
Ongeveer 1,4% van de bevolking van Mobile bestaat uit hispanics en latino's, 46,3% is van Afrikaanse oorsprong en 1,5% van Aziatische oorsprong.
Het aantal inwoners steeg van 198.417 in 1990 naar 198.915 in 2000.

## Klimaat
In januari is de gemiddelde temperatuur 9,9 °C, in juli is dat 27,9 °C. Jaarlijks valt er gemiddeld 1624,6 mm neerslag (gegevens op basis van de meetperiode 1961-1990).

## Economie
De haven van Mobile groeide in 2014 uit tot de op acht na grootste haven van het land, met een verscheept volume van 64,3 miljoen ton. De haven ligt aan de monding van de Mobile River waar deze uitmondt in de baai van Mobile. De openbare, diepwaterterminals bieden directe toegang tot een hinterland met meer dan 2.000 km bevaarbare inlandse en de kustlijn volgende waterwegen die de Grote Meren, de valleien van de Ohio en de Tennessee rivier (via de Tennessee-Tombigbee Waterway) en de Golf van Mexico bedienen. De Alabama State Port Authority is eigenaar en exploitant van de openbare terminals in de Port of Mobile. De openbare terminals behandelen container-, bulk- en stukgoed,  roll-on/roll-off en zware liftladingen. De haven is ook de thuisbasis van particuliere bulkterminalexploitanten. De container-, stukgoed- en bulkfaciliteiten hebben onmiddellijk toegang tot twee belangrijke autosnelwegen en vijf Class I railroad-spoorwegen.
De scheepswerven van BAE Systems Southeast Shipyards konden de grootste schepen behandelen in droogdokken, met een personeelsbestand van tot achthonderd personen, maar sloten in 2018.
Een industriezone voor de luchtvaartsector werd geopend in de Mobile Aeroplex at Brookley, ten zuiden van het stadscentrum. Het werd de vestigingsplaats van het reeds sinds 1929 actieve Continental Aircraft Engine Company, een producent van vliegtuigmotoren, initieel dochteronderneming van de Continental Motors Company. In 1969 werd het bedrijf overgenomen door Teledyne, sinds 2010 is het een dochterbedrijf van China Aviation Industry Corporation.
Airbus heeft 13 september 2015 ook een nieuwe fabriek in Aeroplex geopend. In deze fabriek, die een investering vergde van zo’n 500 miljoen euro, werd initieel enkel de Airbus A320 gemaakt. In 2017 draaide de productie al tegen de maximaal voorziene capaciteit met een productie van vijftig toestellen op jaarbasis. Bij de aankondiging in 2017 van de samenwerking met Bombardier Aerospace voor de constructie van de Bombardier C-serie werd de Amerikaanse productie ook in Mobile ingepland, als tweede productielijn naast de fabriek in Mirabel. In 2018 werd de naam aangepast naar Airbus A220, vanaf augustus 2019 werden ook toestellen in Mobile gefabriceerd, in 2020 verkocht Bombardier zijn aandeel aan Airbus en verliet de commerciële luchtvaartindustrie en rolde de eerste Airbus A220 uit de hangars van Mobile. Half jaren twintig wordt gepland dat de Airbus fabriek in Mobile zo'n vijftig toestellen per jaar van de A220 zal fabriceren, de fabriek in Mirabel een honderdtal, drie maal meer dan de actuele productievolumes in 2021.

## Bezienswaardigheden
- In het stadspark Langan Park van Mobile bevindt zich het Mobile Museum of Art

## Stedenband
Mobile onderhoudt stedenbanden met de volgende steden:
- Cockburn (Australië) (2005)
- Heze (China)
- Tianjin (China)
- Havana (Cuba) (1993)
- Worms (Duitsland) (1974)
- Makassar (Indonesië)
- Ariël, Westelijke Jordaanoever, (Israël)[4]
- Gaeta (Italië)
- Ichihara (Japan) (1993)
- Veracruz (Mexico)
- Bolinao (Filipijnen) (2005)
- Katowice (Polen) (1990)
- Constanţa (Roemenië)
- Rostov aan de Don (Rusland) (1988)
- Košice (Slowakije) (1992)[5]
- iLembe (Zuid-Afrika)[6]
- Pyeongtaek (Zuid-Korea)
- Málaga (Spanje) (1965)

## Geboren in Mobile
- Ethan Hitchcock (1835-1909), ondernemer en minister van Binnenlandse zaken
- James Reese Europe (1880-1919), bigbandleider
- Cootie Williams (1910-1985), jazztrompettist
- Eugene Sledge (1923–2001), marinier, professor en schrijver
- Urbie Green (1926–2018), jazztrombonist
- Ward Swingle (1927–2015), jazzpianist, -zanger, leider van The Swingle Singers, arrangeur en filmcomponist
- Yolande Fox (1928–2016), model en operazangeres
- Hank Aaron (1934-2021), honkballer
- Gregory Benford (1941), sciencefictionschrijver en natuurkundige
- Don Siegelman (1946), politicus
- Lloyd Austin (1953), viersterrengeneraal en minister van Defensie
- Paul Bearer (1954–2013), manager en professioneel worstelaar
- Bradley Byrne (1955), advocaat en Republikeins politicus
- Kathryn Hire (1959), astronaute
- Tim Cook (1960), CEO van Apple, Inc
- Glen Day (1965), golfer
- Fennis Dembo (1966), basketballer
- Orlando Jones (1968), komiek en film- en televisieacteur
- Laverne Cox (1972), actrice
- Aron Jóhannsson (1990), voetballer
- Elley Duhé (1992), zangeres

## Bron
- Volkstelling 2000, www.census.gov